# Jimmy Waite
Jimmy Dean Waite (* 15. April 1969, Sherbrooke, Québec) ist ein ehemaliger kanadischer Eishockeytorwart, der unter anderem für die Chicago Blackhawks, San Jose Sharks und Phoenix Coyotes in der National Hockey League (NHL) aktiv war. Zudem spielte er im Verlauf seiner Karriere für die Moskitos Essen, Iserlohn Roosters, den ERC Ingolstadt und die Nürnberg Ice Tigers in der Deutschen Eishockey Liga (DEL). Seit 2014 ist er Torwarttrainer der Chicago Blackhawks.

## Karriere

### Anfänge in Nordamerika
Waite spielte für die Saguenéens de Chicoutimi in der kanadischen Juniorenliga LHJMQ, als er beim NHL Entry Draft 1987 als Gesamtachter von den Chicago Blackhawks ausgewählt wurde. Nach einem weiteren Jahr in der Nachwuchsliga, in dem er wegen eines Schlüsselbeinbruchs jedoch nur 16 Spiele absolvierte, wechselte der Kanadier schließlich in die Organisation der Blackhawks, für die er in der Folgezeit seine ersten 11 NHL-Spiele bestritt. In den folgenden drei Jahren bis 1992 lief er hauptsächlich für das Farmteam Indianapolis Ice in der International Hockey League auf, kam aber auch zu einigen NHL-Einsätzen. 1993 transferierten die Blackhawks Waite im Tausch gegen Neil Wilkinson zu den San Jose Sharks, die er allerdings nach nur einem Jahr und 15 Einsätzen wieder in Richtung Chicago verließ. Dort pendelte der Torhüter bis 1997 wieder zwischen IHL und NHL, wobei er den Großteil der Spiele für Indianapolis Ice machte und nur fünf für die Blackhawks. 1997 wechselte der 1,85 m große Franko-Kanadier immer wieder in unterklassigen Ligen, in diesem Fall der American Hockey League für die Springfield Falcons und der IHL für die Utah Grizzlies.

### Wechsel nach Deutschland in die DEL
Zur Saison 1999/2000 wurde Jimmy Waite als „Free Agent“ von den Toronto Maple Leafs verpflichtet. Nach zwei Jahren und 105 Partien für das Farmteam St. John’s Maple Leafs zog es den Torhüter jedoch nach Europa, wo er bei den Moskitos Essen aus der Deutschen Eishockey Liga anheuerte. Nachdem den Moskitos noch während der Spielzeit die Lizenz entzogen wurde, wechselte Waite in der nächsten Saison zum Lokalrivalen Iserlohn Roosters, mit denen er nur knapp die Play-offs verpasste. Durch gute Leistungen zeigte nach nur einem Jahr im Sauerland der ERC Ingolstadt Interesse am kanadischen Schlussmann und verpflichtete Waite zur Saison 2003/04, in welcher er erstmals Torhüter des Jahres wurde. Auch in den nächsten vier Jahren war Waite ein sicherer Rückhalt für den ERC Ingolstadt und konnte sich immer für die Play-offs qualifizieren. In der Saison 2008/09 verpasste das Team jedoch die Endrunde und es kam Kritik an Waite auf. Trotzdem wurde seine Trikotnummer 29 beim ERC Ingolstadt gesperrt. Für das nächste Jahr verpflichtete der ERC Dimitri Pätzold als Nachfolger für Waite, sodass er den Club nach sechs Jahren verließ. Im Januar 2010 wurde Waite, der in der Zwischenzeit vertragslos war, von den Nürnberg Ice Tigers verpflichtet.
Nach dem Ende seiner Spielerkarriere war er drei Jahre lang als Torwarttrainer bei seiner Juniorenmannschaft, den Saguenéens de Chicoutimi. Im Juli 2014 wurde Waite von den Chicago Blackhawks als Torhütertrainer verpflichtet. Am 15. Juni 2015 gewann er als Mitglied des Trainerteams den Stanley Cup mit den Blackhawks.

### Rekorde in der DEL
In der Spielzeit 2003/04 konnte Waite zehn Shutouts verbuchen, was bis heute Rekord ist.:S. 241 Zudem spielte er in der DEL insgesamt 40 Mal zu null und liegt damit ligaweit auf Rang vier.:S. 233 (Alle Angaben Stand 17. Juni 2022)

## Erfolge und Auszeichnungen
- 1987 QMJHL Second All-Star Team
- 1987 Trophée Raymond Lagacé
- 1988 Goldmedaille bei der Junioren-Weltmeisterschaft
- 1988 Bester Torwart der Junioren-Weltmeisterschaft
- 1990 James Norris Memorial Trophy
- 1990 IHL First All-Star Team
- 2002 Iserlohns Sportler des Jahres
- 2003 Teilnahme am DEL All-Star Game
- 2004 Teilnahme am DEL All-Star Game
- 2006 Teilnahme am DEL All-Star Game
- 2007 Teilnahme am DEL All-Star Game
- 2004, 2005, 2006 Bester Torhüter der DEL

## Karrierestatistik
(Legende zur Torhüterstatistik: GP oder Sp = Spiele insgesamt; W oder S = Siege; L oder N = Niederlagen; T oder U oder OT = Unentschieden oder Overtime- bzw. Shootout-Niederlage; Min. = Minuten; SOG oder SaT = Schüsse aufs Tor; GA oder GT = Gegentore; SO = Shutouts; GAA oder GTS = Gegentorschnitt; Sv% oder SVS% = Fangquote; EN = Empty Net Goal; 1 Play-downs/Relegation; Kursiv: Statistik nicht vollständig)